# Vệ binh dải Ngân Hà 3
Vệ binh dải Ngân Hà 3 (tiếng Anh: Guardians of the Galaxy Vol. 3) là một bộ phim điện ảnh siêu anh hùng Mỹ công chiếu vào năm 2023 dựa trên nhóm siêu anh hùng Vệ binh dải Ngân Hà của Marvel Comics, do Marvel Studios sản xuất và Walt Disney Studios Motion Pictures phát hành. Phim là phần tiếp theo của Vệ binh dải Ngân Hà (2014) và Vệ binh dải Ngân Hà 2 (2017) và là bộ phim thứ 32 trong Vũ trụ Điện ảnh Marvel (MCU), do James Gunn viết kịch bản và đạo diễn, với sự tham gia diễn xuất của dàn diễn viên gồm Chris Pratt, Zoe Saldaña, Dave Bautista, Karen Gillan, Pom Klementieff, Vin Diesel, Bradley Cooper, Will Poulter, Elizabeth Debicki và Sylvester Stallone.
James Gunn cho biết vào tháng 11 năm 2014 rằng ông có những ý tưởng ban đầu cho phần phim thứ ba trong loạt phim và tuyên bố trở lại viết kịch bản và đạo diễn vào tháng 4 năm 2017. Disney đã sa thải Gunn khỏi bộ phim vào tháng 7 năm 2018 sau khi xuất hiện lại các bài đăng gây tranh cãi trên Twitter, nhưng hãng phim đã đổi ý quyết định vào tháng 10 năm đó và phục hồi Gunn trở lại làm đạo diễn. Sự trở lại của ông đã được tiết lộ công khai vào tháng 3 năm 2019. Quá trình quay phim bắt đầu vào tháng 11 năm 2021 tại Atlanta, Georgia kéo dài đến tháng 5 năm 2022.
Vệ binh dải Ngân Hà 3 được phát hành tại Mỹ vào ngày 5 tháng 5 năm 2023, với tư cách là một phần của Giai đoạn Năm của MCU. Bộ phim đã nhận được đánh giá tích cực từ các nhà phê bình, với lời khen ngợi dành cho chỉ đạo và kịch bản của Gunn, màn trình diễn, phân cảnh hành động, sự hài hước, hiệu ứng hình ảnh, sức nặng cảm xúc và nhạc phim. Nó cũng đã thu về 48,2 triệu đô la ở Hoa Kỳ và Canada, và 71,5 triệu đô la ở các vùng lãnh thổ khác, với tổng số 120 triệu đô la trên toàn thế giới.

## Nội dung
Nhóm Vệ binh dải Ngân Hà sau khi chia tay Thor và Gamora, đã mua lại xứ Knowhere từ chủ cũ Tivan, rồi thành lập trụ sở chính của họ ở đây. Không lâu sau đó, họ bị tấn công bởi Adam Warlock, kẻ mạnh nhất được tạo ra bởi nữ hoàng Sovereign Ayesha. Bởi vì trong phần 2, cha con Peter Quill đã đánh tan tành phi đội tàu chiến của Ayesha, nên mụ thù dai và đã giành một chiếc kén từ bộ sưu tập Tivan và nhận nuôi đứa bé sinh ra từ đó, đặt tên Adam Warlock và lợi dụng Adam làm bảo kê.
Mặc dù cả nhóm đã đánh đuổi được Adam, song Rocket bị thương nặng và những thành viên không thể giúp Rocket tỉnh lại do một công tắc tự hủy được gắn trong người. Sau khi điều tra nguồn gốc của Rocket, họ quyết định đi đến Orgosphere, trụ sở chính của Orgocorp, với hy vọng tìm được mã ghi đè lệnh tự hủy. Trong khi đó, người tạo ra Rocket, High Evolutionary, bị ám ảnh bởi việc bắt lại Rocket để nghiên cứu bộ não của cậu, cảnh cáo nữ hoàng Ayesha vì biết sự tồn tại của Rocket nhưng không nói cho hắn. Ayesha tìm cách bắt giữ Rocket trước High Evolutionary để bảo vệ sự tồn tại giống loài của mình khỏi bị High tiêu diệt.
Với sự hỗ trợ của Ravagers và Gamora phiên bản 2014, các Vệ binh thâm nhập vào Orgosphere và lấy được tệp tin của Rocket. Tuy nhiên, họ bị tấn công bởi những người bảo vệ của Orgosphere, ngay khi cả nhóm sắp bị bắt, Peter Quill chớp lấy cơ hội kích hoạt từ xa hệ thống phản trọng lực trên bộ đồ của những người bảo vệ và cứu nguy cho cả bọn thoát ra ngoài. Trở về tàu nhưng không cứu được Rocket, nhóm vệ binh khám phá ra được thí nghiệm đen tối của High Evolutionary để tạo ra người bạn của mình thông qua tập tin họ lấy được, Họ suy luận rằng Theel, một trong những nhà khoa học của High Evolutionary, có thể có mã ghi đè được lưu trong bộ nhớ của hắn và quyết định truy tìm hắn.
Cả nhóm đến Counter-Earth theo lời khuyên của Gamora, nhưng Gamora thì không muốn dính líu thêm vào đội vệ binh nữa, cô gọi cho đồng minh Ravagers của mình và gửi tọa độ yêu cầu họ tới đón, nhưng không biết rằng Ayesha và Warlock đang nghe điện đàm từ đầu bên kia. Quill, Nebula và Groot cùng nhau đến con tàu của High Evolutionary ở trung tâm một thành phố của Counter-Earth, trong khi Drax và Mantis ở lại cùng Gamora và Rocket. Quill và Groot được cho phép lên tàu của High Evolutionary trong khi Nebula bị lính canh giam lỏng bên ngoài.
Có linh cảm không lành, Drax và Mantis đi cùng nhau đến con tàu của High Evolutionary. Quill và Groot gặp High Evolutionary, được hắn thuyết giảng trước khi đưa ra quyết định cho nổ tung Counter-Earth cùng toàn bộ cư dân của nó, sau đó con tàu này bắt đầu hạ thủy và bay lên không gian. Gamora bị tấn công bởi một chiến binh lợn do High Evolutionary gửi đến để bắt Rocket. Cùng lúc đó, Ayesha và Adam Warlock lần theo tọa độ của Gamora và tới Counter-Earth, Adam can thiệp vào cuộc đấu tay đôi và giết chết tên chiến binh lợn. Nhận ra chỗ đứng hiện tại của con tàu không còn an toàn do hành tinh này sắp nổ tung, Adam quay trở lại tàu của mình cứu Ayesha nhưng không kịp và bị thương nặng, sau đó Adam cố gắng quay trở lại tìm Gamora nhưng cậu cũng kiệt sức và bị cô bắt lại. Trên tàu, Quill phối hợp cùng Groot đánh bại thành công người của High Evolutionary và bắt giữ Theel, họ nhảy khỏi tàu và lấy được bộ nhớ gắn trên đầu hắn, kịp lúc Gamora lái con tàu của đội vệ binh tới gặp họ. Trong khi đó, Mantis và Drax gặp Nebula, họ quyết định lên tàu của High Evolutionary để cứu Quill và Groot. Nhưng Quill và Groot cũng đã bắt liên lạc với nhóm người ở Knowhere của Kraglin nhờ chi viện.
Trên con tàu của nhóm Vệ binh, Rocket có một giấc mơ nơi anh gặp lại những người bạn từng là đối tượng thử nghiệm cùng lô 89 với mình là Lyla, Teefs và Floor, Sau đó anh được Quill cứu sống trở lại hiện thực. Mantis, Nebula và Drax tình cờ gặp một đám trẻ bị bắt trên con tàu của High Evolutionary trước khi chính họ bị bắt và đưa vào một căn phòng với những sinh vật được gọi là Abilisk. Mantis nhận ra đám Abilisk chỉ ăn Pin chứ không ăn họ nên đã thuyết phục chúng đứng về phía họ. Cả ba đoàn tụ với nhóm Vệ binh và cùng nhau chế ngự quân đội của High Evolutionary.
Kraglin và chú chó Cosmo lái Knowhere tới tham chiến. Cosmo sử dụng sức mạnh tâm linh kết nối hai con tàu để tạo cầu nối giải thoát những sinh vật bị bắt làm thí nghiệm. Trong khi thực hiện nhiệm vụ giải cứu, Rocket phát hiện ra một đàn gấu mèo con và các động vật thử nghiệm khác, giải cứu chúng. Tên High Evolution loạn trí muốn tấn công Rocket, nhưng bị cả nhóm vệ binh đánh hội đồng và bỏ rơi trên con tàu sắp phát nổ. Cosmo không thể giữ các con tàu kết nối với nhau quá lâu và ngất xỉu, khiến Quill không thể đi qua cổng kết nối và phải tự nhảy ra không gian để tới vùng an toàn, tưởng chừng như không còn hy vọng sống sót, anh được Warlock cứu và cả nhóm đoàn tụ trên con tàu Knowhere.
Nhóm Vệ binh, ở thời điểm hiện tại, quyết định giải tán vì mỗi người có một hướng đi riêng. Quill trao danh hiệu đội trưởng của đội Vệ binh cho Rocket, rồi anh quay về quê hương Missouri (Hoa Kỳ) và đoàn viên với ông ngoại. Mantis rời nhóm, bắt đầu hành trình khám phá bản thân với Abilisk, trong khi Gamora quay về vị trí của cô trong băng đảng Ravager cấp bậc cao. Nebula và Drax ở lại Knowhere để nuôi nấng những đứa trẻ được giải cứu. Nhóm Vệ binh mới bao gồm Rocket, Groot, Cosmo, Kraglin, Warlock, Phyla và một sinh vật Blurp - xuất hiện khi đang thực hiện một nhiệm vụ trong cảnh mid-credit.
Cảnh After-credit cho biết Star-Lord sẽ trở lại, sau khi chiếu một phân cảnh Quill đang dùng bữa và trò chuyện với ông ngoạI.

## Diễn viên
- Chris Pratt trong vai Peter Quill / Star-Lord:
Thủ lĩnh nửa người nửa Celestial của Guardians of the Galaxy, người bị bắt cóc khỏi Trái đất khi còn nhỏ và được nuôi dưỡng bởi một nhóm trộm và buôn lậu người ngoài hành tinh có tên là Ravagers.[3] Trong phim, Quill rơi vào "trạng thái trầm cảm" sau sự xuất hiện của phiên bản trẻ hơn của Gamora, người yêu đã qua đời của anh, người không dành tình cảm cho Quill như phiên bản cũ của cô dành cho anh, điều này ảnh hưởng đến sự lãnh đạo của anh đối với những Vệ binh.[4]
- Zoe Saldaña trong vai Gamora:
Một đứa trẻ mồ côi tìm cách chuộc lại những tội ác trong quá khứ của mình, được Thanos nhận nuôi và huấn luyện để trở thành sát thủ riêng của hắn.[3] Phiên bản gốc của Gamora, một thành viên của Guardians, đã bị giết bởi Thanos trong Avengers: Infinity War (2018), và phiên bản trẻ hơn của nhân vật này đã du hành đến hiện tại trong Avengers: Endgame (2019); Saldaña đảm nhận vai thứ hai trong bộ phim này,[5][6] hiện đang là thủ lĩnh của Ravagers.[7] Saldaña nói rằng Vol. 3 sẽ là lần cuối cùng cô ấy đóng vai Gamora, nói rằng ban đầu cô ấy đã ký hợp đồng đóng vai cô ấy trong một bộ phim và cuối cùng đã đóng vai này lâu hơn nữa, một vai diễn mà cô ấy rất biết ơn khi được đóng do tác động đặc biệt của nó đối với các fan nữ.[8]
- Dave Bautista trong vai Drax the Destroyer:
Một thành viên của Đội bảo vệ và là một chiến binh có tay nghề cao có gia đình bị Ronan the Accuser tàn sát, dưới sự chỉ đạo của Thanos.[3] Bautista tuyên bố rằng Vol. 3 sẽ là lần cuối cùng anh ấy đóng vai Drax, anh rất biết ơn về vai diễn này, trong khi vẫn gọi đó là một "sự nhẹ nhõm" khi kết thúc thời gian của anh ấy với nhân vật, sau nhiều giờ cần thiết để hóa trang và hy vọng theo đuổi các vai diễn kịch tính hơn.[9]
- Karen Gillan trong vai Nebula:
Một thành viên của đội Vệ binh, một cựu Avenger, và là em gái nuôi của Gamora, người cũng giống như cô ấy, được huấn luyện bởi cha nuôi của họ là Thanos để trở thành sát thủ riêng của ông ta.[10] Gillan tin rằng Nebula đang phát triển thành một "con người hơi khác" và dễ dãi hơn khi cô ấy bắt đầu hồi phục tâm lý sau cái chết của Thanos, kẻ là nguồn gốc của sự ngược đãi và hành hạ cô.[11] Vol. 3 hoàn thành một quá trình nhân vật mà biên kịch kiêm đạo diễn James Gunn đã hình dung khi bắt đầu thực hiện Guardians of the Galaxy (2014), đi từ một nhân vật phản diện nhỏ trở thành thành viên của đội Vệ binh.[12]
- Pom Klementieff trong vai Mantis: Một thành viên của Đội bảo vệ có sức mạnh chi phối cảm xúc, và là em gái cùng cha khác mẹ của Quill.[13]
- Vin Diesel trong vai Groot: Một thành viên của Guardians có hình người giống cái cây và là đồng phạm của Rocket.[3] Với kích thước lớn hơn, nhiều sức mạnh hơn, anh ta được gọi là "Swole Groot".[14]
- Bradley Cooper trong vai Rocket:
Thành viên của Guardians và cựu Avenger, là thợ săn tiền thưởng dựa trên gấu trúc biến đổi gen và là bậc thầy về vũ khí và chiến thuật quân sự.[3] Gunn nói rằng bộ phim kể về câu chuyện của Rocket, bao gồm cả lai lịch của anh ấy và "anh ấy sẽ đi đâu", cùng với mối quan hệ của điều đó với những Vệ binh khác và sự kết thúc của sự lặp lại này của đội.[15] Bộ phim hoàn thành một hành trình nhân vật đã được thiết lập trong Guardians of the Galaxy and Guardians of the Galaxy Vol. 2 (2017), và tiếp tục trong Infinity War và Endgame.[16] Sean Gunn một lần nữa cung cấp khả năng ghi lại chuyển động cho nhân vật, đồng thời lồng tiếng cho Rocket trẻ.[17] Cooper cũng lồng tiếng cho Rocket tuổi vị thành niên trong khi Noah Raskin lồng tiếng cho Rocket bé.[18]
- Sean Gunn trong vai Kraglin Obfonteri: Một thành viên của Guardians và cựu chỉ huy thứ hai của Yondu Udonta trong Ravagers.[19]
- Chukwudi Iwuji trong vai Tiến sỹ Herbert Wyndham / The High Evolutionary:
Một nhà khoa học đến từ Counter-Earth chuyên tạo ra các sinh vật lai và là người tạo ra Rocket, tìm cách ép buộc tất cả các sinh vật sống thành một "chủng tộc đặc biệt".[4][20][21] Iwuji mô tả nhân vật này là "tự ái, thái quá, nhưng rất quyến rũ", nói thêm rằng có "điều gì đó rất giống Shakespeare ở anh ta, có điều gì đó rất đen tối về cảm xúc ở anh ta, và anh ta rất vui vẻ trên trên hết đó".[22] Gunn ví High Evolutionary là "phiên bản không gian" của Doctor Moreau trong Island of Lost Souls(1932), một bộ phim mà Gunn rất hâm mộ, gọi ông là "một nhân vật đáng ghét".[4] Khi được Rachel Lindsay của Extra hỏi về nhân vật này, Gunn đã gọi High Evolutionary là "nhân vật phản diện MCU tàn ác nhất" cho đến nay mà loạt phim từng thấy do cách anh ta tác động tiêu cực đến cuộc sống của Rocket và những người bạn mẫu vật của cậu,[23] trong khi Iwuji đảm bảo cùng với Gunn tránh cho Người tiến hóa, ít nhất là cố ý, bất kỳ sự đồng cảm nào không giống như những kẻ phản diện trước đây như Thanos hay N'Jadaka / Erik "Killmonger" Stevens , tập trung theo lệnh của Gunn vào việc bình luận về tính độc nhất của nhân vật, tự ái và tính cách bá đạo như "khủng khiếp nhất".[24]
- Will Poulter trong vai Adam Warlock:
Một sinh vật nhân tạo mạnh mẽ được tộc Sovereign tạo ra để tiêu diệt nhóm Vệ binh.[25] Do Warlock mới được sinh ra từ chiếc kén của Chủ quyền, anh ta "về cơ bản là một đứa trẻ" "không hiểu rõ về cuộc sống".[26] Poulter tin rằng có "rất nhiều điều hài hước" ở một người mới bước vào thế giới lần đầu tiên và "cố gắng phát triển la bàn đạo đức của mình", đồng thời có "một số mầm bệnh thực sự".[4] Gunn nghĩ rằng sự tương tác của Warlock với các Vệ binh đã mang lại "một sự kết hợp thú vị" cho hành trình của họ, và mô tả anh là một siêu anh hùng truyền thống hơn so với những Vệ binh, mặc dù không nhất thiết phải là một anh hùng.[14]
- Elizabeth Debicki trong vai Ayesha: Nữ tư tế tối cao vàng và là thủ lĩnh của người Sovereign. Trong vai trò đó, ả đã tạo ra Adam Warlock để tiêu diệt các Vệ binh.[27]
- Maria Bakalova trong vai Cosmo the Spacedog:
Một thành viên của Guardians là một con chó khôn ngoan đã phát triển khả năng psionic sau khi được Liên Xô gửi vào vũ trụ.[28] Gunn đã thay đổi giới tính của Cosmo từ nam, như mô tả trong truyện tranh, sang nữ trong phim, như một sự tôn vinh đối với nguồn cảm hứng ban đầu của Laika, một chú chó không gian của Liên Xô đã trở thành một trong những động vật đầu tiên trong không gian.[29] Ngoài lồng tiếng, Bakalova còn cung cấp ghi hình chuyển động cho nhân vật.[30][31] Cosmo được thể hiện bởi diễn viên chó Slate,[31] sau khi cũng làm như vậy cho The Guardians of the Galaxy Holiday Special (2022),[32] và trước đó đã được thể hiện bởi diễn viên chú chó Fred trong hai bộ phim Guardians đầu tiên.[33][34]
- Sylvester Stallone trong vai Stakar Ogord: Một Ravager cấp cao.[35]

Ngoài ra, Linda Cardellini (người đóng vai Laura Barton trong các phương tiện truyền thông MCU trước đây) lồng tiếng và ghi hình chuyển động cho Lylla, một con rái cá hình người là cộng sự và là người yêu của Rocket; Asim Chaudhry lồng tiếng cho Teefs, một con hải mã hình người; Mikaela Hoover (người đóng vai trợ lý của Nova Prime trong phần phim đầu tiên) lồng tiếng Floor, một con thỏ hình người; Nathan Fillion xuất hiện với tư cách là Master Karja, một orgosentry tại Orgocorp; Daniela Melchior xuất hiện trong vai Ura, nhân viên lễ tân của Orgocorp; Miriam Shor và Nico Santos lần lượt xuất hiện với tư cách là Recorder Vim và Recorder Theel, những tay sai có đầu óc khoa học của High Evolutionary; và Michael Rosenbaum đảm nhận vai Martinex, một Ravager cấp cao.
Jennifer Holland xuất hiện trong vai Quản trị viên Kwol, nhân viên an ninh của Orgocorp; Kai Zen xuất hiện với vai Phyla, một trong những tù nhân trẻ em ngoài hành tinh của High Evolutionary; Judy Greer (người đóng vai Maggie Lang trong hai phần phim Ant-Man đầu tiên) lồng tiếng cho Lợn Chiến, một sinh vật giữa các thiên hà làm việc cho High Evolutionary; Tara Strong (người lồng tiếng Miss Minutes trong Loki) lồng tiếng cho Mainframe, người trước đó đã được lồng tiếng bởi Miley Cyrus trong Vol. 2; Stephen Blackehart đảm nhận vai của anh trong Holiday Special là Steemie, một cư dân của Knowhere; Christopher Fairbank trở lại với vai Người Môi giới; Rhett Miller trở lại với vai Bzermikitokolok; Dee Bradley Baker lồng tiếng cho Blurp, một F'saki lông xù là thú cưng của Ravager; Gregg Henry tiếp tục đảm nhận vai Jason Quill, ông nội của Peter, từ phần phim đầu tiên; Callie Brand xuất hiện như một người ngoài hành tinh; Dane DiLiegro xuất hiện trong vai một tay buôn ma túy bạch tuộc trên Nghịch Trái Đất; và Reinaldo Faberlle lồng tiếng cho Behemoth, một sinh vật giữa các thiên hà cũng làm việc cho High Evolutionary. Michael Rooker đóng vai khách mời một thời gian ngắn trong vai Yondu, trong khi Lloyd Kaufman và Pete Davidson đóng vai khách mời tương ứng với vai trò lồng tiếng cho Gridlemop và Phlektik, những tạo phẩm của High Evolutionary. Seth Green lồng tiếng cho Howard the Duck, đảm nhận lại vai diễn của anh trong hai phần trước.

## Sản xuất

### Phát triển

#### Công việc ban đầu
Biên kịch và đạo diễn Guardians of the Galaxy (2014) James Gunn đã tuyên bố vào tháng 11 năm 2014 rằng, ngoài việc có "câu chuyện cơ bản" cho Guardians of the Galaxy Vol. 2 (2017) khi đang thực hiện phần phim đầu tiên, anh ấy cũng có ý tưởng cho phần phim thứ ba tiềm năng. Mặc dù vậy, vào tháng 6 năm 2015, anh ấy không chắc liệu mình có tham gia vào bộ phim Guardians thứ ba hay không, nói rằng điều đó sẽ phụ thuộc vào cảm giác của anh ấy sau khi thực hiện Vol. 2. Vào tháng 4 năm 2016, chủ tịch Marvel Studios Kevin Feige, nhà sản xuất các phim Guardians, cho biết phần phim thứ ba đã được lên kế hoạch cho thương hiệu này như một phần của loạt phim Vũ trụ Điện ảnh Marvel (MCU) trong "năm 2020 và hơn nữa". Vào tháng 3 năm 2017, Gunn nói rằng "chắc chắn là sẽ có phần phim thứ ba. Chúng tôi đang cố gắng tìm ra nó", ngay sau đó nói thêm rằng vẫn chưa có kế hoạch cụ thể nào cho bộ phim, nhưng Marvel sẽ muốn để biến nó thành "trừ khi điều gì đó trở nên tồi tệ - điều luôn có thể xảy ra, bạn không bao giờ biết được". Anh ấy cũng nhắc lại rằng anh ấy vẫn chưa quyết định liệu mình có đạo diễn bộ phim hay không và anh ấy sẽ tìm hiểu về sự tham gia của mình cũng như dự án tiếp theo của anh ấy "trong vài tuần tới". Một phần lý do khiến Gunn miễn cưỡng quay trở lại nhượng quyền thương mại là do không muốn làm việc với nó mà không có Michael Rooker, có nhân vật từ hai bộ phim đầu tiên, Yondu Udonta, hy sinh ở cuối Vol. 2.
—James Gunn, biên kịch kiêm đạo diễn của Guardians of the Galaxy Vol. 3, về quyết định trở lại làm phim
Gunn đã thông báo vào tháng 4 năm 2017 rằng anh ấy sẽ trở lại viết kịch bản và đạo diễn Guardians of the Galaxy Vol. 3. Ông cho biết bộ phim sẽ lấy bối cảnh sau Avengers: Infinity War (2018) và Avengers: Endgame (2019), đồng thời sẽ "kết thúc câu chuyện về sự lặp lại này của Guardians of the Galaxy, đồng thời giúp đưa các nhân vật Marvel cũ và mới vào thế giới mười năm tới và hơn thế nữa". Ông cũng cảm thấy rằng ba phần phim Guardians sẽ "làm việc cùng nhau như một thể thống nhất", kể một câu chuyện, với phần phim thứ ba "gắn kết nhiều thứ lại với nhau" từ hai phần đầu và đưa ra "rất nhiều câu trả lời". về rất nhiều thứ khác nhau". Gunn cũng đã lên kế hoạch hợp tác với Marvel về tương lai của "Vũ trụ Marvel". Anh ấy đã chuẩn bị bắt đầu làm việc cho Vol. 3 ngay sau khi hoàn thành công việc điều hành sản xuất và tư vấn cho Infinity War. Khi trở lại với phần phim thứ ba, Gunn nói, "Tôi sẽ không đồng ý nếu tôi không có một ý tưởng khá rõ ràng về nơi chúng tôi sẽ đến và chúng tôi sẽ làm gì. Tôi không phải đàn ông điều đó sẽ chỉ xảy ra nếu tôi không có tầm nhìn cho nó".
Sau khi ban đầu đưa Adam Warlock vào phần xử lý kịch bản của anh ấy cho Vol. 2, Gunn và Feige lưu ý tầm quan trọng của nhân vật này trong khía cạnh vũ trụ của MCU và ám chỉ rằng anh ta sẽ xuất hiện trong Vol. 3. Tháng 5 năm 2017, sau khi phát hành Vol. 2 , Gunn cho biết ông sẽ thực hiện bộ phim thứ ba "trong vòng ba năm tới", và xác nhận rằng Pom Klementieff sẽ đóng lại vai Mantis của cô. Ông cũng có ý định để Elizabeth Debicki đóng lại vai Ayesha. Vào giữa tháng 6, Gunn đã hoàn thành bản thảo đầu tiên về cách xử lý kịch bản của anh ấy cho phần phim thứ ba và đang cân nhắc thay đổi một phần thông tin nhân vật mà anh ấy đã đặt trong nền của cảnh quay bằng súng trong phần phim đầu tiên (khi các Vệ binh bị bắt bởi quân đoàn Nova). Vào tháng 9, Gunn nhắc lại rằng Vol. 3 sẽ được phát hành "trong vòng chưa đầy ba năm nữa", vì bộ phim đã được ấn định phát hành riêng vào ngày 1 tháng 5 năm 2020.  Vào cuối tháng 2 năm 2018, Gunn đã lên kế hoạch gặp Mark Hamill về khả năng có thể xuất hiện trong phim. Vào tháng 4  Chris Pratt đã lên kế hoạch tiếp tục vai diễn của mình Peter Quill / Star-Lord, và 1 tháng sau, Dave Bautista xác nhận rằng anh sẽ đóng lại vai Drax the Destroyer. Marvel đã nhận được bản thảo đầu tiên hoàn chỉnh của kịch bản từ Gunn vào cuối tháng 6, trước khi bắt đầu quá trình tiền sản xuất chính thức cho bộ phim.

#### Sa thải James Gunn
On July 20, 2018, Disney and Marvel severed ties with Gunn. This came after conservative commentators began circulating old tweets he had made regarding controversial topics such as rape and pedophilia, and called for his firing. The Walt Disney Studios chairman Alan F. Horn stated, "The offensive attitudes and statements discovered on James' Twitter feed are indefensible and inconsistent with our studio's values, and we have severed our business relationship with him". While not part of the decision to fire Gunn, the Walt Disney Company CEO Bob Iger supported the "unanimous decision" from the various executives at Marvel and Walt Disney Studios. In response, Gunn said in a series of tweets that when he started his career he was "making movies and telling jokes that were outrageous and taboo" but felt as he has "developed as a person, so has my work and my humor". He continued, "It's not to say I'm better, but I am very, very different than I was a few years ago; today I try to root my work in love and connection and less in anger. My days saying something just because it's shocking and trying to get a reaction are over". In a separate statement, Gunn said the tweets at the time were "totally failed and unfortunate efforts to be provocative", adding "I understand and accept the business decisions taken today. Even these many years later, I take full responsibility for the way I conducted myself then".

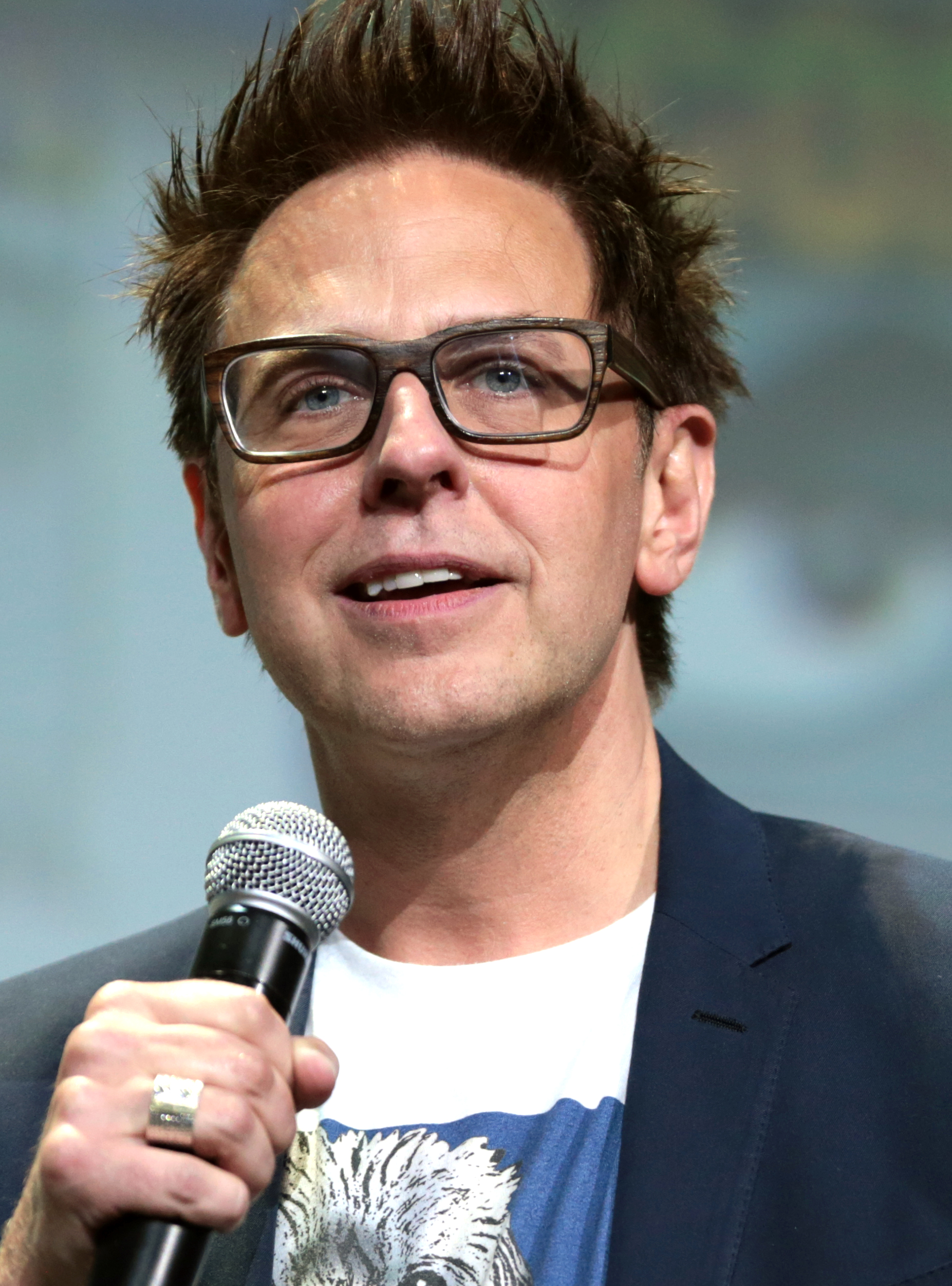
James Gunn, writer and director of Guardians of the Galaxy Vol. 3

In response to the firing, many of the Guardians cast members tweeted support for Gunn. Rooker decided to leave Twitter, while fans signed an online petition asking for Gunn to be reinstated which received over 300,000 signatures. The firing also garnered reaction from other Hollywood personalities, such as actress Selma Blair and comedian Bobcat Goldthwait, and inspired opinion pieces on the firing and how it would affect Hollywood from Kareem Abdul-Jabbar, and news organizations such as The Hollywood Reporter, Variety, Deadline Hollywood, and Forbes. On July 30, the cast of the Guardians of the Galaxy films, including Pratt, Zoe Saldaña, Bautista, Bradley Cooper, Vin Diesel, Sean Gunn, Klementieff, Rooker, and Karen Gillan, issued a statement in support of James Gunn, saying, "We fully support James Gunn. We were all shocked by his abrupt firing last week and have intentionally waited these ten days to respond in order to think, pray, listen, and discuss. In that time, we've been encouraged by the outpouring of support from fans and members of the media who wish to see James reinstated as director of Volume 3 as well as discouraged by those so easily duped into believing the many outlandish conspiracy theories surrounding him". Despite this and the notable "vociferous support" Gunn received, Variety reported that Disney was not planning to rehire him as the jokes were "unacceptable in the #MeToo era and are not in line with Disney's family-friendly image". Variety continued that, despite rumors of Gunn being replaced by established Marvel directors such as Jon Favreau, Taika Waititi, or the Russo brothers, Marvel had yet to meet with any other director, and would most likely hire someone new. In early August, Bautista said that he would fulfill his contract and appear in the film as long as Marvel chose to use Gunn's existing script.
Disney and Marvel still wanted to "move forward quickly" on the film, and were soon confirmed to be keeping Gunn's script. This, combined with the fact that Gunn did not breach his contract since the tweets were written years before he signed on to the film, had led to "complicated negotiations" between Gunn and Disney over his exit settlement. Gunn was expected to be paid $7–10 million or more, and there was some hope that the negotiations could lead to him eventually returning in some capacity, "even if [it was] to develop and direct another Marvel movie". Gunn would be free to move on to new projects following the settlement, and other major studios were interested in hiring him including Warner Bros. for their rival superhero franchise, the DC Extended Universe (DCEU). During this time, executives at Marvel Studios began "back channel conversations" with Disney in an attempt to find a compromise that could lead to Gunn returning to the film in some way. This "eleventh hour" effort from Marvel was inspired by the statements from the film's cast. In mid-August, Gunn met with Horn following a strong push from Gunn's talent agency for him to be given a second chance. Despite this and the reported "civil and professional" nature of the meeting, Horn only took it as a courtesy and used it to reaffirm Disney's decision to fire Gunn.
Later in August, the small crew that was preparing for pre-production were dismissed as production of the film was postponed so Marvel and Disney could find a director to replace Gunn. Pre-production was to have begun by the end of 2018, with principal photography set for January or February 2019. At this time, Bautista was unsure if he would return for the film, as he did not know if he would "want to work for Disney" given how they handled the firing of Gunn. In late September, James Gunn's brother Sean, who played Kraglin Obfonteri and provided motion capture for Rocket in the previous Guardians films, reiterated that Disney still intended on making the film with James' script, but had not revealed to the cast when production may continue. Sean added that he had been preparing to reprise his roles for the third film before his brother's firing. At the end of the month, Cooper was asked if he would consider directing Vol. 3 after the success of his directorial debut A Star Is Born (2018), but said that he "could never imagine" directing a film that he did not write. By mid-October, James Gunn had completed his exit settlement with Disney and was set to write and potentially direct The Suicide Squad (2021) for Warner Bros.

#### Tuyển lại Gunn
The day after Gunn joined The Suicide Squad in mid-October 2018, he was privately notified by Horn that he could return as director for Vol. 3. This came after further meetings between the studios and Gunn. Horn had changed his mind after being impressed by Gunn's response to the situation. Gunn discussed his commitments to The Suicide Squad with Feige, and production on Vol. 3 was put on hold until February 2021 to allow Gunn to complete The Suicide Squad first. In December, after working with Marvel Studios on the script for Ant-Man (2015), Adam McKay said he was willing to work with the studio again and stated that he had discussed taking over as director for Vol. 3 with Feige, among other projects. In early 2019, Feige and Pratt reiterated that Marvel would still make Vol. 3, and in March 2019, Gunn was publicly revealed to have been rehired as director of the film. Deadline Hollywood stated that Marvel Studios had "never met with or considered any other director" for the film. By the end of April, the franchise's five main stars—Pratt, Saldaña, Bautista, Cooper, and Diesel—were all expected to return for the sequel, with filming to take place in 2020.
Discussing his firing and re-hiring in May 2019, Gunn said that of all the elements of the film that he had been sad to leave when he was fired, the most meaningful to him was the character of Rocket. Gunn personally identifies with Rocket, describing himself and the character as "the same". That month, Gillan confirmed that she was returning for the sequel and expressed excitement for Gunn's return to the franchise. In June, Saldaña was asked about her role in the film after her character Gamora was killed in Infinity War, and she returned to play a younger version in Endgame who travels through time to the present. Saldaña said that Gamora's fate would depend on the plans that Marvel and Gunn have for Vol. 3, but that she would like to see Gamora rejoin the Guardians and also be portrayed as "the most lethal woman in the galaxy" as she has been referred to previously. Gunn was asked in October if he was unhappy about Marvel's decision to kill Gamora in Infinity War and said he was not, adding that he had discussed the storyline with the studio beforehand. According to Infinity War and Endgame screenwriters Christopher Markus and Stephen McFeely, Gamora was brought back in Endgame specifically so that Gunn could include her in Vol. 3. In December, Gunn was asked if he would have Yondu return in the film and said as long as he was involved with the Guardians characters, he would not have the character be resurrected. Gunn felt the stakes of a character's death were important and said characters who die in his films would likely remain dead. Gunn said in February 2020 that bringing Yondu back to life would "nullify Yondu's sacrifice" in Vol. 2, and said the character would not return unless it was for a prequel or flashback; Gunn later said Yondu would not be resurrected in the film to not diminish his death's meaning. In April, Gunn said the COVID-19 pandemic would not affect production plans for the film at that time, saying the next month that the film would be released "a little after 2021".
In August 2020, Gunn turned in a new draft of the film's script and began writing a spin-off television series from The Suicide Squad titled Peacemaker (2022). A month later, he was planning to begin work on Vol. 3 in 2021 after completing that film and series. He confirmed in November that the script for Vol. 3 was finished, and said that very little had changed from his initial ideas despite the production setbacks. The film was given a 2023 release date a month later, with filming set to begin in late 2021. Shortly after, it was revealed to also be set after The Guardians of the Galaxy Holiday Special (2022).

### Pre-production
Pre-production work creating the designs and visuals for the film began by April 2021. In early May, Marvel Studios announced that the film would be released on May 5, 2023. Later that month, Gunn said Vol. 3 would take place after the events of Thor: Love and Thunder (2022), which features several Guardians characters. That film concludes the storyline established in Endgame which sees Thor journey off with the Guardians. Gunn noted this ending was decided upon "in editing" and conflicted with his already-submitted screenplay for Vol. 3, since he never planned to feature Thor in the film. Gunn had begun storyboarding the film by June, with filming later revealed to begin in November 2021 in Atlanta, Georgia for an expected end around April 2022. By then, Bautista said he had not read a script for Vol. 3 and was unsure if it had changed during the production delays. The next month, Gillan said that she and Klementieff had read the script together and she found it to be incredible, brilliant, emotional, and funny. She also felt it was Gunn's "strongest work yet" with the Guardians characters. Gunn reiterated that the script had "basically stayed the same" from three years prior but he had been "playing with it in little ways" over the years. He was in the middle of another draft by the end of the month and said the film would be emotional and have a "heavier" story than the previous films, with a more grounded approach that was inspired by The Suicide Squad and Peacemaker. Gunn originally wrote a cameo appearance for Kumail Nanjiani, a friend of his, but removed this after learning Nanjiani was cast as Kingo in Marvel Studios' Eternals (2021).
By late August, Gunn and Marvel Studios began meeting with actors for the role of Adam Warlock, including Will Poulter. George MacKay was also on the shortlist and Regé-Jean Page was considered for the part. Poulter auditioned for the role over Zoom before an in-person screen test with Gunn in Atlanta. When first auditioning for Warlock, Poulter was unaware of who his character's name was other than he had been teased at the post-credits scene of Vol. 2, but Marvel just described the role to him as "an untitled character" until Poulter was "drip-fed" with more information over and over until discovering how steeped Adam Warlock is in the source material. In September, Gillan reiterated her positive comments about the script and said the film would explore the characters from the previous Guardians films on a deeper level, while Seth Green, who voices Howard the Duck in the MCU, said the film would be about Gamora and Nebula's story. He did not know at that time if Howard would appear after doing so in the previous Guardians films. Poulter was cast as Adam Warlock in October, and Gunn said "dozens of roles" had already been cast. Poulter was chosen for the part because of his dramatic and comedic abilities and because Gunn "wanted somebody who was youthful" and would fit with Marvel Studios' future plans for the character. Casting also took place for various background roles, including aliens and security guards. Pratt began rehearsals and camera tests later that month, and a production meeting was held in early November, shortly before the start of filming. Gunn also reiterated his comments on not resurrecting Yondu in the film.

### Filming
Principal photography began on November 8, 2021, at Trilith Studios in Atlanta, Georgia, under the working title Hot Christmas. Henry Braham serves as cinematographer, after doing so for Vol. 2 and The Guardians of the Galaxy Holiday Special. Filming was previously scheduled to begin in January or February 2019 prior to Gunn's firing, and then in February 2021, before Gunn began work on Peacemaker. With the start of filming, Sylvester Stallone revealed that he would return as Stakar Ogord from Vol. 2, and Gunn posted a photo of the main cast members which revealed that Chukwudi Iwuji was part of the film following his collaboration with Gunn on Peacemaker. Iwuji's screen test for the film was shot on the set of Peacemaker with that series' crew, and Marvel repaid this favor by letting Gunn use the Vol. 3 set and crew to film Ezra Miller's cameo appearance as Barry Allen / The Flash for the Peacemaker season finale.
Production designer Beth Mickle said Gunn chose to mainly use practical effects for Vol. 3 after they did so with their work on The Suicide Squad. In February 2021, Gunn stated the film would be shot using Industrial Light & Magic's StageCraft virtual production technology that was developed for the Disney+ Star Wars series The Mandalorian, but in October, he said they would not be able to use the technology because the sets were too big, believing they were larger than the sets used on The Suicide Squad. The interior of the Guardians' new ship, the Bowie, was a four-story set. Judianna Makovsky serves as costume designer. The Guardians of the Galaxy Holiday Special was filmed at the same time as Vol. 3, from February to late April 2022, with the same main cast and sets. Gunn enjoyed being able to switch to filming the special after doing scenes for Vol. 3, given the tonal difference between the two with Vol. 3 being more "emotional", feeling it helped provide a "relief" to the actors as well, and called the Holiday Special shoot easier than Vol. 3. In February 2022, Callie Brand was revealed to appear in the film as an alien. Shooting was also expected to occur in London, England, in late 2021. Filming wrapped on May 6, 2022.

### Post-production
In early June 2022, Daniela Melchior was revealed to have a small role in the film, after previously starring in The Suicide Squad. Debicki was also confirmed to be reprising her role as Ayesha, while Maria Bakalova and Nico Santos were also revealed to be appearing in the film. In July, Iwuji and Bakalova were revealed to be portraying the High Evolutionary and Cosmo the Spacedog, respectively. Cosmo was physically portrayed by dog actor Fred in the first two Guardians films, and Slate in the Holiday Special and Vol. 3. The following month, Michael Rosenbaum revealed that he had reprised his role as Martinex from Vol. 2 in the film. In October 2022, it was revealed that Bakalova would portray Cosmo in the Holiday Special ahead of her role in Vol. 3. In February 2023, Asim Chaudhry revealed he would appear in the film in an undisclosed role. In April 2023, Linda Cardellini was revealed to be voicing Lylla; she previously appeared in multiple MCU projects as Laura Barton, and starred as Velma Dinkley in the Gunn-written films Scooby-Doo (2002) and Scooby-Doo: Monsters Unleashed (2004). Two days of reshoots occurred. In late April, Tara Strong revealed that she was cast in an undisclosed role.
The visual effects were provided by Framestore, Weta FX, Sony Pictures ImageWorks, Industrial Light & Magic, Rodeo FX, Rise FX, Crafty Apes, BUF, Lola VFX, Perception, and Compuhire. Stephane Ceretti returns from the first film to serve as the visual effects supervisor, while Fred Raskin returns from the first two films to serve as the editor, alongside Greg D'Auria, who returns from the Holiday Special.

## Nhạc phim
In April 2017, Gunn felt the music for the film would be different from what was used for the first two films' soundtracks, Awesome Mix Vol. 1 and Vol. 2. The next month, he added that he was "panicking" about the soundtrack and had to make some "pretty specific choices" shortly due to the wider range of available music for the story, By early July 2017, Gunn had narrowed down his choices for potential songs to 181, but noted that this list could grow again. All of the songs for the film had been selected by the following month; the songs are not modern and come from Quill's Zune that he received at the end of Vol. 2, although Gunn added that the soundtrack was not limited to 1970s pop songs compared to the first two films, instead spanning multiple decades. Gunn was unable to use a song he wanted for Vol. 3 due to a legal battle over its ownership. The film opens with an acoustic version of "Creep" by Radiohead, which provided "a much different tone from the beginning than the other two films".
The track list for Awesome Mix Vol. 3 was revealed in April 2023, and was made available on Spotify and Apple Music on April 3 as part of a larger Guardians of the Galaxy: The Official Mixtape playlist, which also featured songs from the previous two films. Awesome Mix Vol. 3 will be released on CD and digital download on May 3, 2023, a 12" 2-LP vinyl on May 5, and cassette on July 7.
In October 2021, Gunn revealed that John Murphy was composing the film's score and had already recorded music to be played on set during filming. Murphy replaces Tyler Bates, who composed the score for the first two films; Murphy had also replaced Bates as composer of The Suicide Squad after Bates left that film during production. Murphy's original score for the film was released digitally on May 3, 2023.
| Guardians of the Galaxy Vol. 3: Awesome Mix Vol. 3 (Original Motion Picture Soundtrack) | Guardians of the Galaxy Vol. 3: Awesome Mix Vol. 3 (Original Motion Picture Soundtrack) | Guardians of the Galaxy Vol. 3: Awesome Mix Vol. 3 (Original Motion Picture Soundtrack) | Guardians of the Galaxy Vol. 3: Awesome Mix Vol. 3 (Original Motion Picture Soundtrack) | Guardians of the Galaxy Vol. 3: Awesome Mix Vol. 3 (Original Motion Picture Soundtrack) |
| STT                                                                                     | Nhan đề                                                                                 | Sáng tác                                                                                | Artist(s)                                                                               | Thời lượng                                                                              |
| --------------------------------------------------------------------------------------- | --------------------------------------------------------------------------------------- | --------------------------------------------------------------------------------------- | --------------------------------------------------------------------------------------- | --------------------------------------------------------------------------------------- |
| 1.                                                                                      | "Creep" (acoustic)                                                                      | Thom Yorke                                                                              | Radiohead                                                                               | 4:19                                                                                    |
| 2.                                                                                      | "Crazy on You"                                                                          | Ann Wilson, Nancy Wilson                                                                | Heart                                                                                   | 4:53                                                                                    |
| 3.                                                                                      | "Since You Been Gone"                                                                   | Russ Ballard                                                                            | Rainbow                                                                                 | 3:17                                                                                    |
| 4.                                                                                      | "In the Meantime"                                                                       | Royston Langdon                                                                         | Spacehog                                                                                | 5:00                                                                                    |
| 5.                                                                                      | "Reasons"                                                                               | Philip Bailey, Charles Stepney, Maurice White                                           | Earth, Wind & Fire                                                                      | 4:59                                                                                    |
| 6.                                                                                      | "Do You Realize??"                                                                      | Wayne Coyne, Steven Drozd, Michael Ivins, Dave Fridmann                                 | The Flaming Lips                                                                        | 3:33                                                                                    |
| 7.                                                                                      | "We Care a Lot"                                                                         | Charles Mosley, Rodney Christoper Bottum                                                | Faith No More                                                                           | 4:04                                                                                    |
| 8.                                                                                      | "Koinu no Carnival" (From "Minute Waltz")                                               |                                                                                         | EHAMIC                                                                                  | 3:10                                                                                    |
| 9.                                                                                      | "I'm Always Chasing Rainbows"                                                           | Joseph McCarthy                                                                         | Alice Cooper                                                                            | 2:08                                                                                    |
| 10.                                                                                     | "San Francisco"                                                                         |                                                                                         | The Mowgli's                                                                            | 2:53                                                                                    |
| 11.                                                                                     | "Poor Girl"                                                                             |                                                                                         | X                                                                                       | 2:54                                                                                    |
| 12.                                                                                     | "This Is the Day"                                                                       | Matt Johnson                                                                            | The The                                                                                 | 4:57                                                                                    |
| 13.                                                                                     | "No Sleep till Brooklyn"                                                                | Rick Rubin, Michael Diamond, Adam Horovitz, Adam Yauch                                  | Beastie Boys                                                                            | 4:07                                                                                    |
| 14.                                                                                     | "Dog Days Are Over"                                                                     | Florence Welch, Isabella Summers                                                        | Florence and the Machine                                                                | 4:12                                                                                    |
| 15.                                                                                     | "Badlands"                                                                              | Bruce Springsteen                                                                       | Bruce Springsteen                                                                       | 4:02                                                                                    |
| 16.                                                                                     | "I Will Dare"                                                                           | Paul Westerberg                                                                         | The Replacements                                                                        | 3:17                                                                                    |
| 17.                                                                                     | "Come and Get Your Love" (Rerecorded version)                                           | Lolly Vegas                                                                             | Redbone                                                                                 | 3:28                                                                                    |
| Tổng thời lượng:                                                                        | Tổng thời lượng:                                                                        | Tổng thời lượng:                                                                        | Tổng thời lượng:                                                                        | 65:13                                                                                   |

| Guardians of the Galaxy Vol. 3 (Original Soundtrack) | Guardians of the Galaxy Vol. 3 (Original Soundtrack) | Guardians of the Galaxy Vol. 3 (Original Soundtrack) |
| STT                                                  | Nhan đề                                              | Thời lượng                                           |
| ---------------------------------------------------- | ---------------------------------------------------- | ---------------------------------------------------- |
| 1.                                                   | "Kits"                                               | 1:36                                                 |
| 2.                                                   | "Warlock vs. Guardians"                              | 3:47                                                 |
| 3.                                                   | "That Hurts"                                         | 1:36                                                 |
| 4.                                                   | "Batch 89"                                           | 1:47                                                 |
| 5.                                                   | "Orgoscope"                                          | 1:43                                                 |
| 6.                                                   | "Mo Ergaste Forn"                                    | 2:31                                                 |
| 7.                                                   | "Orgoscope Elevator"                                 | 1:26                                                 |
| 8.                                                   | "Naming"                                             | 2:25                                                 |
| 9.                                                   | "Dido's Lament"                                      | 3:57                                                 |
| 10.                                                  | "Hooray Time Forever!"                               | 2:22                                                 |
| 11.                                                  | "It Really Is Good to Have Friends"                  | 2:27                                                 |
| 12.                                                  | "Exploding Planet"                                   | 1:23                                                 |
| 13.                                                  | "Face Off"                                           | 2:39                                                 |
| 14.                                                  | "Into the Light"                                     | 4:30                                                 |
| 15.                                                  | "Guardians vs. Hell Spawn"                           | 3:38                                                 |
| 16.                                                  | "Mantis and the Abelisk [sic]"                       | 1:11                                                 |
| 17.                                                  | "Use Your Heart Boy"                                 | 0:54                                                 |
| 18.                                                  | "The High Evolutionary"                              | 2:56                                                 |
| 19.                                                  | "Domo! Domo!"                                        | 3:48                                                 |
| 20.                                                  | "Who We Are"                                         | 2:21                                                 |
| 21.                                                  | "Stampede"                                           | 1:54                                                 |
| 22.                                                  | "Did That Look Cool?"                                | 2:44                                                 |
| 23.                                                  | "On the Spaceport"                                   | 1:47                                                 |
| 24.                                                  | "I Love You Guys"                                    | 2:15                                                 |
| 25.                                                  | "Mo Ergaste Forn (Full Version)"                     | 3:23                                                 |
| 26.                                                  | "All Life Has Meaning"                               | 2:02                                                 |
| Tổng thời lượng:                                     | Tổng thời lượng:                                     | 63:02                                                |

## Tiếp thị
The film was discussed during Marvel Studios' panel at the 2022 San Diego Comic-Con, where the first footage was revealed. Iwuji was also announced as playing the High Evolutionary, appearing at the panel in costume. Gunn stated the footage was not released publicly because the visual effects were not complete enough for "repeated views and close inspection". An official trailer was released on December 1, 2022, during the CCXP. It featured "In the Meantime" by Spacehog. Drew Taylor of TheWrap called the trailer a doozy, thrilling, and emotional, and stated that "Gunn's patented, rollicking 'Guardians of the Galaxy' tone is very much in place", and noted "an undercurrent of extreme melancholy". Carson Burton of Variety predicted from the trailer that the film would be "shaping up to be an emotional ending" by showing Rocket's memories and Star-Lord missing Gamora. Jay Peters at The Verge said the trailer intrigued him as a "wild ride across the stars" with different planets.
A second trailer for the film was released during Super Bowl LVII on February 12, 2023. It featured "Since You Been Gone" by Rainbow. Grant Hermanns of Screen Rant felt the trailer gave "a deeper look" at the film, particularly Adam Warlock's powers as compared to his brief appearance in the first one. Hermanns also said the second trailer "goes a step further in highlighting the emotional story" after the first one "efficiently set [the film's] tone, featuring plenty of melancholic shots of the [Guardians of the Galaxy] facing the music". The trailer accumulated 134.1 million views across TikTok, Instagram, YouTube, Twitter, and Facebook, and was the most-watched Super Bowl trailer in post-game day traffic according to RelishMix. It was also the first time since the onset of the COVID-19 pandemic that a Super Bowl trailer exceeded 100 million views on social media in a 24-hour period.

## Phát hành
Vệ binh dải Ngân Hà 3 đã có buổi ra mắt thế giới tại Disneyland Paris vào ngày 22 tháng 4 năm 2023, và buổi ra mắt ở Bắc Mỹ được tổ chức tại Nhà hát Dolby ở Hollywood, California vào ngày 27 tháng4. Bộ phim dự kiến sẽ được phát hành vào Hoa Kỳ vào ngày 5 tháng 5 năm 2023. Trước đó, phim được ấn định phát hành vào ngày 1 tháng 5 năm 2020, trước khi bị hủy bỏ kể từ ngày đó. Nó là một phần của Giai đoạn Năm của MCU.
Disney sẽ phát hành hơn 600 phiên bản độc đáo của bộ phim ra rạp, bao gồm một phiên bản có tỷ lệ khung hình thay đổi. 45 phút của phim sẽ được trình chiếu ở tỷ lệ khung hình phẳng 1,85:1, trong khi phần còn lại của phim ở tỷ lệ khung hình hộp chữ 2,39:1.

## Đón nhận

### Dự báo doanh thu
Tại Hoa Kỳ và Canada, Guardians of the Galaxy Vol. 3 được dự đoán sẽ thu về khoảng 110 triệu USD từ 4.400 rạp trong tuần đầu công chiếu.

### Phản hồi phê bình
Trang tổng hợp đánh giá Rotten Tomatoes đã báo cáo tỷ lệ tán thành là 80%, với điểm trung bình là 7,3/10, dựa trên 171 bài đánh giá. Sự đồng thuận quan trọng của trang web có nội dung: "Một cái ôm của nhóm thiên hà có thể hơi siết chặt trái tim, Guardians of the Galaxy cuối cùng là một thành công cuối cùng đáng yêu cho gia đình rách rưới nhất của MCU." Trên Metacriticbộ phim có số điểm trung bình là 67 trên 100, dựa trên 49 nhà phê bình, cho thấy "các bài đánh giá nhìn chung là thuận lợi".

### Giải thưởng
Cynthia Blondelle và Heather Kreamer đã được đề cử tại Giải thưởng của Hiệp hội giám sát âm nhạc năm 2023 cho Giám sát âm nhạc xuất sắc nhất trong Đoạn giới thiệu – Điện ảnh.

## Tương lai
Gunn cho biết vào tháng 4 năm 2017 rằng bộ phim Guardians thứ tư có thể xảy ra, mặc dù nó có thể sẽ tập trung vào một nhóm nhân vật mới vì Gunn đã lên kế hoạch kết thúc câu chuyện về đội của các bộ phim trước trong Vol. 3. Cuối tháng 9, Gunn cảm thấy rằng anh ấy không có khả năng quay lại với một bộ phim khác về Vệ binh , nhưng lưu ý rằng anh ấy sẽ tiếp tục hợp tác với Marvel Studios trong các dự án khác sử dụng Vệ binh và các nhân vật vũ trụ. Một trong những dự án như vậy của Gunn là một bộ phim xoay quanh Drax và Mantis, mà Bautista gọi là "tuyệt vời". Tuy nhiên, vào tháng 5 năm 2021, Bautista nói rằng anh ấy không nghe thấy bất kỳ bản cập nhật nào khác liên quan đến nó, cảm thấy Marvel Studios không "quan tâm lắm hoặc nó không phù hợp với cách họ vạch ra mọi thứ". Gunn xác nhận vào tháng 9 năm 2019 rằng ông dự định Vol. 3 là bộ phim Vệ binh cuối cùng của ông, mà ông đã xác nhận lại vào tháng 5 năm 2021. Vào tháng 7 năm 2021, Gillan bày tỏ mong muốn tiếp tục đóng Nebula sau Vol. 3. Vào tháng 4 năm 2023, Saldaña xác nhận rằng cô sẽ đóng vai Gamora lần cuối trong Vol. 3, nhưng hy vọng Marvel có thể cast lại nhân vật trong "thế hệ diễn viên tiếp theo có thể hóa thân vào những nhân vật đó" vì cô mong muốn nhân vật này ở lại. Một tháng sau, Pratt tỏ ý sẵn sàng tiếp tục đóng vai Peter Quill trong tương lai mà không có Gunn.